# Nahuizalco
Nahuizalco est une municipalité du département de Sonsonate au Salvador.

## Démographie
Sa population était de 49 081 habitants en 2007.